# Святой Николай (фрегат, 1770)
«Святой Николай» — 26-пушечный фрегат, состоявший на вооружении Русского флота в 1770—1788 годах. Бывший греческий фрегат, в 1770 году добровольно присоединившийся к 1-й эскадре Первой Архипелагской экспедиции. Участвовал в Наваринском бою, Хиосском, Чесменском и Патрасском сражениях. С 1770 по 1775 год — в составе Балтийского флота, с 1775 года — в составе Черноморского флота.

## История

### Участие в Первой Архипелагской экспедиции
Корабль первоначально был торговым судном под Венецианским флагом, его экипаж добровольно решил присоединиться к русскому Балтийскому флоту и был превращен во фрегат. 21 февраля 1770 года на рейде Витуло поднял Андреевский флаг и вошёл в состав 1-й эскадры адмирала Г. А. Спиридова Первой Архипелагской экспедиции. Фрегат принял участие в русско-турецкой войне 1768—1774. «Святой Николай» 28 февраля — 3 марта 1770 года участвовал в бомбардировке крепости Корон, с 1 по 3 февраля обстреливал крепость, поддерживая артогнём высаженный десант. С 4 марта вышел в крейсерство в Каламатский залив, где 12 марта захватил турецкое судно. В конце марта 1770 года в составе отряда капитана 1-го ранга И. А. Борисова подошёл к крепости Наварин и в начале апреля принял участие в Наваринском бою. 3 апреля высадил десант под прикрытием судовой артиллерии, через несколько дней крепость капитулировала. 26 апреля в составе отряда контр-адмирала Самуила Карловича Грейга прибыл к крепости Модон. Обстреляв её, русские суда высадили десант, но 6.5 ввиду подхода к крепости турецких войск сняли с берега десант и ушли к Наварину. В мае — июне 1770 года с эскадрой фрегат крейсировал в Архипелаге в поисках турецкого флота. 24 июня участвовал в сражении в Хиосском проливе; а через день и в Чесменском сражении. С июля 1770 года прибыл к острову Лемнос, где участвовал в осаде крепости Пелари. Осенью 1770 крейсировал между островами Лемнос и Тасос. В начале декабря 1770 года вместе с основной частью флота расположился на зимовку порту Аузу на острове Парос. До августа 1771 года находился на базе в Аузе.
1 августа 1771 года в составе эскадры графа А. Г. Орлова отправился к острову Эвбея. 6 августа с судов эскадры высадили десант в местечке Левиса в заливе Макри. Десант захватил турецкую батарею и сжег склады. Отряд захватил 7 турецких шебек и 19 августа вернулся в Аузу.
В сентябре 1772 года фрегат во главе отряда майора И. В. Войновича вышел из Аузы в сторону Ионического моря для наблюдения за передвижением турецких судов. 16 октября у острова Цериго (Китира) отряд присоединился к 4-й Архипелагской эскадре капитана 1-го ранга М. Т. Коняева и вместе с ней пошёл вдоль западных берегов Мореи к Патрасу. 25 октября эскадра обнаружила в Патрасском заливе у крепости Патрас «дульционитскую» эскадру Мустафы-паши в составе 9 фрегатов и 16 шебек и 26 октября атаковала её (Патрасское сражение). Потеряв в этот день фрегат и 2 шебеки, турки отошли вглубь Патрасского залива под защиту батарей крепости. На следующий день ввиду плохой погоды и сильного ветра эскадра Коняева ограничилась дальними обстрелами турецких судов. 28.10 произошли основные события Патрасского сражения, подойдя к турецким судам, эскадра открыла огонь ядрами и брандскугелями. Турецкая эскадра была разгромлена. «Святой Николай» в этот день сжёг флагманскую адмиральскую шебеку. С остальными судами победоносной эскадры Коняева в ноябре 1772 года направился в Эгейское море.
Зимой 1772—1773 годов находился у острова Миконос, 17 апреля пришёл в Аузу. 21 апреля во главе отряда И. В. Войновича пошёл к берегам Сирии. 23 июня отряд И. В. Войновича соединился с отрядом капитана 2 ранга М. Г. Кожухова в бухте Сидона, 25.6 они прибыли к Бейруту и блокировали крепость с моря. 29 сентября Бейрут капитулировал. К февралю 1774 года «Святой Николай» пришёл в Аузу. Летом 1774 года фрегат ходил в Ливорно, 25 октября вернулся в Аузу.

### В составе Черноморского флота
В 1775 году перешёл из Эгейского моря в Чёрное море, где стал одним из первых судов нового Черноморского флота. Корабль прибыл для базирования в Керчь, а затем перешёл в Таганрог. В 1781 и 1783 годах совершил два плавания во Францию, в Марсель. В 1786 занимал брандвахтенный пост в Днепровском лимане. Участвовал в русско-турецкой войне 1787—1792 годов. В 1787 году занимал брандвахтенный пост в Херсоне и конвоировал транспорты от Глубокой Пристани к Очакову (Штурм Очакова). В 1788 находился в Днепровском лимане в составе парусной эскадры. 17 июня участвовал в сражении с турецкой эскадрой у Очакова; подошёл к севшему на мель турецкому 64-пушечному кораблю и пленил его. Фрегат был разобран после 1788 года.

## Командиры
- капитан 2-го ранга Чефалиано, Михаил Иванович[2].